# Louis Chiron
Louis Alexandre Chiron (Monte Carlo, Mônaco, 3 de agosto de 1899 – Monte Carlo, 22 de junho de 1979) foi um automobilista monegasco.
Ainda adolescente, Chiron interessava-se por carros e corridas. Mais tarde, durante o período entre-guerras, seria um importante piloto na era das corridas de Grandes Prêmios, antecedentes da Fórmula 1.
Disputou a primeira corrida do Campeonato Mundial de Fórmula 1 de 1950 e, ao se despedir em casa aos 58 anos, no Grande Prêmio de Mônaco de 1958, tornou-se o mais velho piloto a entrar em um GP na principal categoria do automobilismo mundial. Antes, já havia se tornado o mais velho a largar, quando o fez no Grande Prêmio de Mônaco de 1955 (tinha 55 anos e 292 dias), recorde que permanece até os dias atuais e que dificilmente será quebrado.

## Principais vitórias na carreira
- Grande Prêmio da Itália: 1928
- Grande Prêmio de Roma: 1928
- Grande Prêmio de Marne: 1928
- Grande Prêmio da Espanha: 1928, 1929 e 1933
- Grande Prêmio da Alemanha: 1929
- Grande Prêmio da Bélgica: 1930
- Grande Prêmio de Mônaco: 1931
- Grande Prêmio da Tchecoslováquia: 1931, 1932 e 1933
- Grande Prêmio da França: 1931, 1934, 1937, 1947 e 1949
- Grande Prêmio de Nice: 1932
- Grande Prêmio de Marselha: 1933
- 24 horas de Spa: 1933
- Grande Prêmio do Marrocos: 1934
- Grande Prêmio de Comminges: 1947

## Fórmula 1
(legenda) 
| Ano  | Equipe                    | Chassis          | Motor        | 1       | 2       | 3       | 4     | 5       | 6       | 7       | 8       | 9      | 10  | 11  | Pontos | Posição  |
| ---- | ------------------------- | ---------------- | ------------ | ------- | ------- | ------- | ----- | ------- | ------- | ------- | ------- | ------ | --- | --- | ------ | -------- |
| 1950 | Officine Alfieri Maserati | Maserati 4CLT/48 | Maserati L4C | GBR Ret | MON 3   | 500     | SUI 9 | BEL     | FRA Ret | ITA Ret |         |        |     |     | 4      | 10º      |
| 1951 | Enrico Platé              | Maserati 4CLT/48 | Maserati L4C | SUI 7   | 500     |         |       |         |         |         |         |        |     |     | 0      | NC (20º) |
| 1951 | Ecurie Rosier             | Talbot-Lago T26C | Talbot L6    |         |         | BEL Ret | FRA 6 | GBR Ret | GER Ret | ITA Ret | ESP Ret |        |     |     | 0      | NC (20º) |
| 1953 | Louis Chiron              | OSCA 20          | OSCA L6      | ARG     | 500     | NED     | BEL   | FRA 15  | GBR DNS | GER     | SUI DNS | ITA 10 |     |     | 0      | NC (43º) |
| 1955 | Scuderia Lancia           | Lancia D50       | Lancia V8    | ARG     | MON 6   | 500     | BEL   | NED     | GBR     | ITA     |         |        |     |     | 0      | NC (28º) |
| 1956 | Scuderia Centro Sud       | Maserati 250F    | Maserati L6  | ARG     | MON DNS | 500     | BEL   | FRA     | GBR     | GER     | ITA     |        |     |     | 0      | NC       |
| 1958 | André Testut              | Maserati 250F    | Maserati L6  | ARG     | MON NQ  | NED     | 500   | BEL     | FRA     | GBR     | GER     | POR    | ITA | MOR | -      | -        |

## 24 Horas de Le Mans[4]
| Ano  | Equipe                          | Nº | Co-Pilotos           | Chassi                        | Pneus | Classe | Voltas | Posição | Posição Na Categoria |
| Ano  | Equipe                          | Nº | Co-Pilotos           | Motor                         | Pneus | Classe | Voltas | Posição | Posição Na Categoria |
| ---- | ------------------------------- | -- | -------------------- | ----------------------------- | ----- | ------ | ------ | ------- | -------------------- |
| 1928 | Grand Garage Saint-Didier Paris | 5  | Cyril de Vere        | Chrysler 72                   | D     | 5.0    | 66     | DNF     | DNF                  |
| 1928 | Grand Garage Saint-Didier Paris | 5  | Cyril de Vere        | Chrysler 4.1L I6              | D     | 5.0    | 66     | DNF     | DNF                  |
| 1929 | C. T. Weymann                   | 4  | Édouard Brisson      | Stutz DV32                    | D     | 8.0    | 65     | DNF     | DNF                  |
| 1929 | C. T. Weymann                   | 4  | Édouard Brisson      | Stutz 5.3L Supercharged I8    | D     | 8.0    | 65     | DNF     | DNF                  |
| 1931 | Equipe Bugatti                  | 4  | Achille Varzi        | Bugatti Type 50S              | M     | 5.0    | 24     | DNF     | DNF                  |
| 1931 | Equipe Bugatti                  | 4  | Achille Varzi        | Bugatti 5.0L Supercharged I8  | M     | 5.0    | 24     | DNF     | DNF                  |
| 1932 | Guy Bouriat                     | 15 | Guy Bouriat          | Bugatti Type 55               | D     | 3.0    | 23     | DNF     | DNF                  |
| 1932 | Guy Bouriat                     | 15 | Guy Bouriat          | Bugatti 2.3L I8               | D     | 3.0    | 23     | DNF     | DNF                  |
| 1933 | Capt. G.E.T. Eyston             | 15 | Franco Cortese       | Alfa Romeo 8C 2300MM          | E     | 3.0    | 177    | DNF     | DNF                  |
| 1933 | Capt. G.E.T. Eyston             | 15 | Franco Cortese       | Bugatti 2.3L I8               | E     | 3.0    | 177    | DNF     | DNF                  |
| 1937 | Luigi Chinetti                  | 21 | Luigi Chinetti       | Talbot T150C                  | D     | 5.0    | 7      | DNF     | DNF                  |
| 1937 | Luigi Chinetti                  | 21 | Luigi Chinetti       | Talbot 4.0L I6                | D     | 5.0    | 7      | DNF     | DNF                  |
| 1938 | Ecurie Bleue                    | 1  | René Dreyfus         | Delahaye 145                  |       | 5.0    | 23     | DNF     | DNF                  |
| 1938 | Ecurie Bleue                    | 1  | René Dreyfus         | Delahaye 4.5L V12             |       | 5.0    | 23     | DNF     | DNF                  |
| 1951 | Luigi Chinetti                  | 16 | Pierre-Louis Dreyfus | Ferrari 340 America Barchetta | D     | S 5.0  | 29     | DSQ     | DSQ                  |
| 1951 | Luigi Chinetti                  | 16 | Pierre-Louis Dreyfus | Ferrari 4.1L V12              | D     | S 5.0  | 29     | DSQ     | DSQ                  |
| 1953 | Scuderia Lancia                 | 31 | Robert Manzon        | Lancia D.20 Compressor        | P     | S 8.0  | 174    | DNF     | DNF                  |
| 1953 | Scuderia Lancia                 | 31 | Robert Manzon        | Lancia 2.7L Supercharged V6   | P     | S 8.0  | 174    | DNF     | DNF                  |